# NGC 5873
NGC 5873 est une nébuleuse planétaire située dans la constellation du Loup. Elle a été découverte par l'astronome britannique Ralph Copeland en 1883.

## Observation
Avec une magnitude visuelle apparente de 11,0, on doit utiliser un télescope dont l'ouverture est d'au moins 150 mm pour l'observer.  

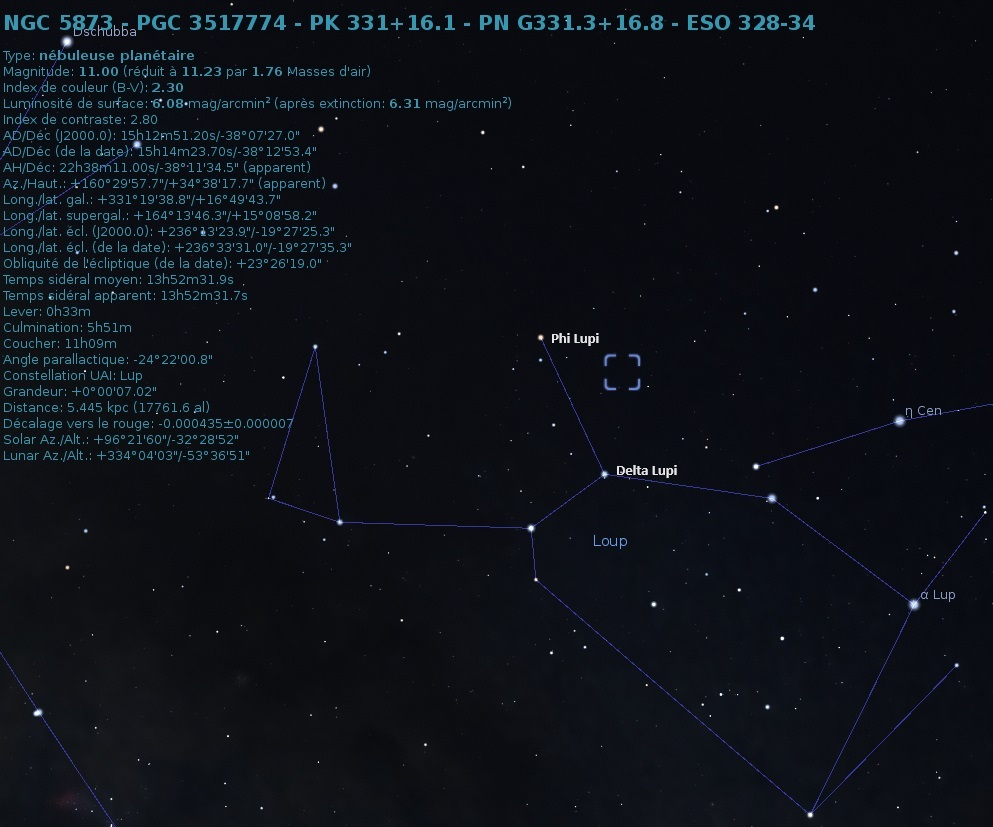
Emplacement de NGC 5873 dans la constellation du Loup.

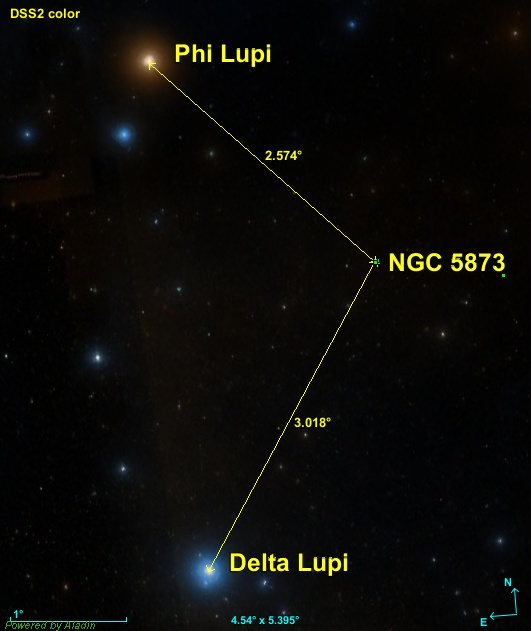
Position de NGC 5873 par rapport à deux étoiles.

La nébuleuse NGC 5873 est située à environ 2,6 degrés au sud-ouest de Phi Lupi et à environ 3,0 degrés au nord-ouest de Delta Lupi.
Comme plusieurs nébuleuses planétaires découvertes par Pickering et Copeland, NGC 5873 est difficilement discernable d'une étoile ordinaire, sauf si on utilise des filtres. Une comparaison clignotante dans laquelle un filtre bloque la lumière qui n'est pas émise par le nuage gazeux de la nébuleuse est le moyen le plus adéquat pour trouver la source lumineuse qui est une nébuleuse.

## Distance, taille et vitesse
Deux distances très semblables sont indiquées sur la base de données Simbad : 5,508 ± 1,102 kpc (∼18 000 al) et environ 5 445 pc (∼17 800 al). Puisque sa taille apparente est de 0,22′, un calcul rapide montre que son envergure est égale à 1,15 ± 0,23 al. Deux valeurs identiques de la vitesses sont aussi indiquées sur Simbad : −130,3 ± 2,0 km/s,.